# Mężczyzna prawie idealny (film 2013)
Mężczyzna prawie idealny (niem. Der fast perfekte Mann) – niemiecki film komediowy z 2013 roku.

## Fabuła
Żyjący beztrosko i unikający zobowiązań Ulf dowiaduje się, że jego przyrodnia siostra zginęła w wypadku. Pozostawiła syna, który poza nim nie ma żadnej rodziny. Mężczyzna, po wahaniu, decyduje się podjąć opiekę nad siostrzeńcem.

## Obsada
- Benno Fürmann - Ulf
- Louis Hofmann - Aaron
- Jördis Triebel - Anni
- Harald Schrott - Gustav
- Sybille J. Schedwill - dyrektorka szkoły
- Florentine Lahme
- Collien Ulmen-Fernandes
- Martin Brambach
- Ross Antony
- Maria Happel
- David Schüler
- Justin Salowsky[1]

## Produkcja
Zdjęcia kręcono w Kolonii i Hamburgu.